# Carl Georg Frederik Lerche
Carl Georg Frederik Lerche (24. oktober 1775 i København – 4. februar 1858 på Carlsberg ved Hillerød) var en dansk landmand, bror til Christian Cornelius og Georg Flemming Lerche.
Han var søn af gehejmeråd Georg Flemming Lerche og Hedwig "Hedchen" Catharina von Krogh. Lerche ejede gården Carlsberg ved Hillerød, blev 1810 hofjægermester, 1812 kammerherre, 1840 Ridder af Dannebrogordenen og 1850 Kommandør af Dannebrog.